# ブジオ!
ブジオ!は、TBSラジオ製作、JRN加盟各局に向けて2005年10月から2006年3月にかけて生放送されたラジオバラエティ番組。

## 番組概要
タイトルは、インターネットで人気を集める日記形式のサイト「ブログ」感覚で楽しむということから、「ブログ（Blog）＋ラジオ（Radio）」を略した造語「ブジオ（Bujio）」である。ニッポン放送制作の「ショウアップナイターストライク!」とセットでネットしているクロスネット局が多いが、月曜日は自社製作番組などの影響で、地域によっては放送していない局があった。
2006年に入ってからは、番組サイトでスタジオ内の映像を「Webカメラ」と称し、ブログとインターネットラジオの混成で"生"配信したこともある（日によっては、しない場合もあり）。
ブジオ!の公式サイトでは、各曜日のパーソナリティが一つのテーマで話すポッドキャスティングを@niftyのPodcastingjuiceの協力で配信していた。
ブジオ!終了後の2006年4月からは、古田新太、安東弘樹の枠が「ふるチン」（毎週土曜25:00〜26:00）、唐沢俊一の枠が「唐沢俊一のポケット」（毎週土曜26:00〜26:30）として、それぞれ本番組のコンセプトを踏襲して独立した。

## 担当者(パーソナリティ)
- 月曜日　古田新太（俳優）、安東弘樹（TBSアナウンサー<当時>）
- 火曜日　井筒和幸（映画監督）、海保知里（TBSアナウンサー<当時>）
- 水曜日　板尾創路（タレント）、木村祐一（タレント）
- 木曜日　眞鍋かをり（女優）、新井麻希（TBSアナウンサー<当時>）
- 金曜日　唐沢俊一（作家）、小林麻耶（TBSアナウンサー<当時>）、おぐりゆか（女優・コーナー担当）

## 番組テーマ(サブタイトル)
- 月曜日　古田新太ヒューマンドキュメント　私の場合
- 火曜日　井筒和幸の「どないなっとんねん!」
- 水曜日　板尾創路と木村祐一のビッグウエンズデイ
- 木曜日　眞鍋かをりの「ココだけじゃない話」
- 金曜日　唐沢俊一の「私のまわりは鬼ばかり」

## 番組内コーナー
- 月曜日
- 火曜日　「笑える!ネットDEオークション!」「インターネット版人生劇場、りあるらいふ」
- 水曜日
- 木曜日　「週刊ココだけじゃないニュース」(-2006年1月26日)、「ガンバレ!ブジ男!」
- 金曜日　「B級ソウルフード～めぐるグルメは風車」

## ネット局
- 月曜〜金曜放送

TBSラジオ、北海道放送、東北放送、新潟放送、山梨放送、北日本放送、福井放送、和歌山放送、山陰放送、山口放送、西日本放送、高知放送、RKB毎日放送、長崎放送、宮崎放送、南日本放送
- 火曜〜金曜放送

青森放送、秋田放送、IBC岩手放送、山形放送、ラジオ福島、北陸放送、静岡放送、中部日本放送、毎日放送（ナイター優先のためナイターオフのみ）、山陽放送、中国放送、四国放送、南海放送、大分放送、熊本放送、琉球放送
- 火曜・木曜放送

信越放送
ネット局数
月曜…16局
火曜・木曜…33局
水曜・金曜…32局